# Cebus cay
Cebus cay е вид примат от семейство Капуцинови (Cebidae). Видът не е застрашен от изчезване.

## Разпространение и местообитание
Разпространен е в Аржентина (Салта, Сан Салвадор де Хухуй и Чако), Боливия, Бразилия (Гояс, Мато Гросо и Мато Гросо до Сул) и Парагвай.
Обитава гористи местности и национални паркове в райони със субтропичен климат.

## Описание
Популацията на вида е намаляваща.